# Robert von Courson
Robert von Courson oder Robert of Courçon (auch Robert Curzon genannt; * um 1160/1170 in Kedleston, Derbyshire, England; † 12. Februar 1219 vor Damiette) war ein englischer Kardinal, päpstlicher Legat und Kanzler der Universität Paris.

## Leben
Nach dem Studium in Oxford, Paris und Rom wurde er 1211 Kanzler der Universität Paris. Am 18. Februar 1212 wurde er zum Kardinal kreiert, 1213 zum päpstlichen Legaten mit dem Auftrag, für einen neuen Kreuzzug zu werben. 1215 wurde er Vorsitzender einer Kommission, welche die an der Universität Paris verbreiteten „Irrtümer“ der Amalrikaner untersuchen sollte.
Ab dem 1. November 1215 nahm er am 4. Laterankonzil teil. Auch an der Papstwahl 1216, aus der Honorius III. als Papst hervorging, war er beteiligt.
Er hatte aktiven Anteil an einer Kampagne gegen Häresie in Frankreich und begleitete den Fünften Kreuzzug nach Ägypten als Legat des Papstes Honorius III. Er starb während der Belagerung von Damiette.

## Schriften
Robert von Courson ist der Autor einer Reihe von Werken, darunter einer Summa, die sich mit Fragen des Kanonischen Rechts und ethischen Themen, aber auch – im Traktat De usura (Über den Zins) – mit dem Wucher befasst.
Sein mit einem Edikt vom August 1215 erfolgender Eingriff in die Angelegenheiten der Universität Paris, vor allem die Diskussionen, die nach die Einführung der Aristoteles-Übersetzung arabischer Philosophen ausbrachen, führte 1215 zum Verbot aller aristotelischen Schriften und ihrer Zusammenfassungen (Summæ de eiusdem). Gleichzeitig erneuerte er die Verdammung des Pantheisten David von Dinant und Amalrich von Bena, genehmigte aber auch den Gebrauch der aristotelischen Werke.